# Cino Macrelli
Cino Macrelli (Sarsina, 21 gennaio 1887 – Roma, 25 agosto 1963) è stato un avvocato, giornalista e politico italiano.

## Biografia
Discendente di una famiglia di tradizioni mazziniane e garibaldine, figlio di Goffredo, attivo irredentista, compì gli studi liceali a Cesena. Laureatosi in giurisprudenza all'Università di Bologna, intraprese la carriera di avvocato penalista; aderì in giovane età al Partito Repubblicano Italiano e fu direttore del giornale dei repubblicani di Cesena, Il Popolano, dal 1911 al 1913. Fu consigliere comunale di Cesena, assessore e poi consigliere provinciale. Come avvocato, nel 1911, fece parte del collegio di difesa dell'esponente socialista Pietro Nenni, arrestato per i disordini scoppiati durante lo sciopero generale proclamato contro la guerra di Libia. Il 19 dicembre 1911 fu iniziato in Massoneria nella Loggia Rubicone di Cesena, il 28 gennaio 1915 divenne Maestro massone.
Acceso interventista, nel febbraio 1915 fondò a Cesena i «Fasci interventisti di azione rivoluzionaria». In giugno si arruolò come volontario e prese parte alla prima guerra mondiale. In ottobre rimase ferito sul Podgora in combattimento; catturato dagli austriaci, fu internato nel campo di concentramento per prigionieri di guerra di Mauthausen e vi rimase fino al novembre 1918.
Tornato a Cesena nell'immediato dopoguerra, nel 1921 fu eletto deputato nelle liste del Partito Repubblicano. Nel 1923 fu tra i fondatori di Italia libera, un'organizzazione antifascista di ex combattenti, insieme a Randolfo Pacciardi e Raffaele Rossetti e fu membro del comitato ordinatore centrale. Rieletto nel 1924, prese parte alla secessione dell'Aventino, per protesta contro l'assassinio del deputato socialista Giacomo Matteotti.
Dichiarato decaduto dalla carica di deputato, a seguito dell'approvazione delle Leggi eccezionali del fascismo (1926), fu condannato al confino in contumacia e poi arrestato (9 novembre 1926); infine, il confino gli fu commutato in semplice ammonizione, a condizione del mantenimento del domicilio a Roma (9 aprile 1927); Macrelli fu inserito nell'elenco dei "sovversivi" del regime fascista.
Dopo il 25 luglio 1943 rientrò a tempo pieno nell'attività politica. Partecipò alla Resistenza partigiana, svolgendo azioni di coordinamento tra le formazioni repubblicane, il Comitato di liberazione nazionale (CLN) e il comando militare.
Eletto deputato all'Assemblea Costituente, fu per un anno ministro senza portafoglio nel governo De Gasperi II, in qualità di coordinatore dei rapporti tra il governo e la Costituente. Fu membro della Direzione Nazionale del PRI dal 1947 sino alla morte e direttore della «Voce Repubblicana» dal 1951 al 1º gennaio 1959. Sindaco di Cesena per breve tempo, fu senatore nella I legislatura (1948/53, presidente della commissione Lavoro) e deputato nelle due legislature successive (1953/58 e 1958/63); nel 1954 fu eletto vicepresidente della Camera dei deputati. Fu presidente del gruppo misto. Nel 1958 fu eletto rappresentante all'Assemblea consultiva del Consiglio d'Europa
Favorevole alla formula politica del centrosinistra, fu Ministro della marina mercantile nel IV governo guidato da Amintore Fanfani (1962) e un anno dopo fu rieletto al Senato della Repubblica, nel collegio di Ravenna; morì pochi mesi dopo tale rielezione investitura, all'età di 76 anni.